# Egoexpress
Egoexpress ist eine deutsche House-Band.

## Geschichte
Die Band besteht aus den Hamburger Musikern Mense Reents (auch bei Die Goldenen Zitronen und Stella) und Jimi Siebels alias Jimi Orgl (auch bei der Gruppe Sand11). Siebels spielte früher, gemeinsam mit seinem Bruder Jakobus Durstewitz, der Mitglied der Band JaKönigJa ist, bei Das Neue Brot. Reents spielte in den frühen 1990er Jahren Bassgitarre bei den Bands Huah! sowie bei Die Regierung.
Aus dem Indie-Umfeld kommend, gingen Egoexpress die elektronische Spielart House ohne große Genrekenntnisse und mit bewusster Naivität an, was als eine Übertragung der für Hamburger Bands der frühen 1990er Jahre typischen „Nicht-Musiker-Haltung“ auf elektronische Musik ein Novum war. Durch ihre früh entwickelte, rockige Klangästhetik und durch die für Elektronik-Projekte seinerzeit unüblichen Live-Auftritte gelten Egoexpress heute als Pioniere rockbeeinflusster Elektronik und werden deshalb als Wegbereiter für spätere Stilrichtungen wie Electroclash angesehen.
Die Band ist seit Gründung (1995) beim Hamburger Label ladomat2000, welches ein Sublabel von L’age d’or ist, beheimatet. Über ihre eigenen Veröffentlichungen hinaus gelten Reents und Siebels als gefragte Remixer für zahlreiche Künstler. Erschienen sind u. a. Remixe für Bob Sinclar, Die Sterne, Deichkind, DJ Phono, Fischmob,  Discotizer, Rocko Schamoni, Miss Kittin, Tocotronic, negrocan, Andreas Dorau, Tomcraft, Mitte Karaoke, Einmusik, Jens Friebe, Kid Alex.

## Diskografie
- 1995: Egoexpress, 12"
- 1995: Egoexpress zwei, 12"
- 1996: Foxy, LP
- 1996: Telefunken, 12", Whitelabel
- 1997: We Are Here, EP
- 1998: Telefunken, EP
- 1999: Bieker, LP
- 2000: Here Comes the Night, 12"
- 2000: Weiter, 12"
- 2005: KNARTZ IV, EP
- 2005: Aranda, EP
- 2005: Hot Wire My Heart, LP/CD
- 2006: We Do Wie du/Hot Wire My Heart, DoLP/DoCD

## Filmmusik (Auswahl)
- 1999: Absolute Giganten, Lied Weiter
- 2005: Der Fischer und seine Frau, Lied Aranda
- 2017: Magical Mystery oder: Die Rückkehr des Karl Schmidt, Lieder We Are Here und Telefunken (MMT Version 2016)